# Jacobo Estuardo (1531-1570)
Jacobo Estuardo (c. 1531 - 11 de enero de 1570) fue un noble y político escocés, I conde de Moray, miembro de la Casa de Estuardo y Regente de Escocia desde 1567 hasta su asesinato en 1570, durante la minoría de edad de Jacobo VI.

## Biografía
Moray era hijo ilegítimo de Jacobo V de Escocia y Lady Margarita Erskine, hija de Juan Erskine. Tras el regreso de su media hermana María a Escocia en 1561, Jacobo se convirtió en su principal consejero, recibiendo el título de conde de Moray en 1562. Ese mismo año consiguió derrotar al conde de Huntly, que se había sublevado, en la batalla de Corrichie, cerca de Aberdeen. Durante esta época contrajo matrimonio con Inés Keith, condesa de Moray, hija del conde Mariscal Keith. Tuvieron tres hijas. 
Se opuso al matrimonio de María con Lord Darnley en 1565, e inició la fallida rebelión conocida como 'Chaseabout Raid', junto al conde de Argyll y a los miembros del clan Hamilton, ante el temor de un retorno al catolicismo. Fue declarado traidor, tras lo que huyó a Inglaterra. Tras la muerte de David Rizzio, fue perdonado por la reina y regresó a Escocia. Se mantuvo al margen del asesinato de Lord Darnley, y consiguió evitar las intrigas que rodearon el matrimonio de María con el conde de Bothwell huyendo a Francia. Tras la abdicación de la reina en Loch Leven en julio de 1567 fue nombrado regente de Escocia. Cuando María consiguió fugarse (el 2 de mayo de 1568), James Hamilton, II conde de Arran junto con otros nobles, tomaron el partido de la reina, siendo derrotados por Moray y sus aliados en la batalla de Langside, cerca de Glasgow el 13 de mayo de 1568, tras lo que María huyó a Inglaterra.
Una vez resuelto el problema, Moray se centró en el gobierno de Escocia, consiguiendo restablecer la seguridad civil y eclesiástica, lo que le valió el título de "El Buen Regente". Destruyó e incendió el castillo de Rutherglen, propiedad de los Hamilton, como represalia por su apoyo a María.
Jacobo Estuardo fue asesinado en Linlithgow en enero de 1570 por James Hamilton de Bothwellhaugh, partidario de María I de Escocia. Hamilton hirió mortalmente a Moray de un disparo desde una ventana de la casa de su tío el arzobispo John Hamilton, mientras Moray participaba en un desfile, siendo este el primer asesinato por arma de fuego del que se tiene constancia. Fue enterrado el 14 de febrero de 1570 en la catedral de San Giles en Edimburgo. Su esposa Inés fue enterrada en su tumba a su muerte en 1588.